# رانسفورد أوسي
رانسفورد أوسي (بالإنجليزية: Ransford Osei)‏ (5 ديسمبر 1990 غانا - ) هو لاعب كرة قدم غاني، يلعب كمهاجم.

## وصلات خارجية
رانسفورد أوسي على موقع الاتحاد الدولي (مؤرشف)  (الإنجليزية)
- رانسفورد أوسي على موقع قاعدة بيانات كرة القدم.إي يو (الإنجليزية)
- رانسفورد أوسي على موقع ناشيونال فوتبول تيمز (الإنجليزية)
- رانسفورد أوسي على موقع Soccerway.com (الإنجليزية)
- رانسفورد أوسي على موقع عالم كرة القدم.نت (الإنجليزية)